# Энстатит
Энстати́т (др.-греч. ἐνστάτης — противник, сопротивляющийся) Mg2[Si2O6] — минерал, относится к силикатам (пироксены).
Название минерала произошло от др.-греч. ἐνστάτης (энстатес) «противник», «сопротивляющийся», что связано с устойчивостью энстатита к плавлению. В неправильных зёрнах с уверенностью может быть определен лишь в тонких шлифах под микроскопом по оптическим константам. От моноклинных пироксенов отличается по прямому углу погасания.
- Твёрдость 5—6;
- Удельный вес 3,1—3,2;
- Спайность средняя;
- Излом раковистый;
- Цвет бесцветный, светлоокрашенный серых, буроватых, бледно-зеленоватых оттенков.

Распространён в природе весьма широко. Породообразующий минерал во многих богатых магнезией, но бедных окисью кальция изверженных горных породах, особенно интрузивных (гарцбургитах, лерцолитах и других), широко распространённых на Урале, Северном Кавказе, в Закавказье, в Сибири и многих других местах. Большие, хорошо образованные совершенно белые кристаллы со слюдой флогопитом известны на Памире (Таджикистан).
Практического значения не имеет.